# Pont-du-Bois
Pont-du-Bois is een gemeente in het Franse departement Haute-Saône (regio Bourgogne-Franche-Comté) en telt 113 inwoners (2011). De plaats maakt deel uit van het arrondissement Lure.

## Geografie
De oppervlakte van Pont-du-Bois bedraagt 8,1 km², de bevolkingsdichtheid is dus 14 inwoners per km².
De onderstaande kaart toont de ligging van Pont-du-Bois met de belangrijkste infrastructuur en aangrenzende gemeenten.

## Demografie
Onderstaande figuur toont het verloop van het inwonertal (bron: INSEE-tellingen).